# IPad
L'iPad è una famiglia di tablet commercializzati da Apple a partire dal 27 gennaio 2010. Ne esistono vari modelli, suddivisi in diverse generazioni.

## Riepilogo delle caratteristiche
Sono elencate tutte le nuove caratteristiche hardware e software introdotte dal 2015, su tutte le linee di iPad:
| CARATTERISTICHE                                            | Mini 4 | Mini 5th | Mini 6th                   | Mini 7th          | iPad 5th | iPad 6th | iPad 7th | iPad 8th | iPad 9th | iPad 10th | Air 3  | Air 4  | Air 5  | Air M2 (6)        | Pro 1st                | Pro 2nd | Pro 3rd          | Pro 4th | Pro 5th                              | Pro 6th                 | Pro M4 (7th)                                     | NOTE                                                            |
| Design                                                     | Design | Design   | Design                     | Design            | Design   | Design   | Design   | Design   | Design   | Design    | Design | Design | Design | Design            | Design                 | Design  | Design           | Design  | Design                               | Design                  | Design                                           | Design                                                          |
| ---------------------------------------------------------- | ------ | -------- | -------------------------- | ----------------- | -------- | -------- | -------- | -------- | -------- | --------- | ------ | ------ | ------ | ----------------- | ---------------------- | ------- | ---------------- | ------- | ------------------------------------ | ----------------------- | ------------------------------------------------ | --------------------------------------------------------------- |
| Design all-screen                                          |        |          | V                          | V                 |          |          |          |          |          | V         |        | V      | V      | V                 |                        |         | V                | V       | V                                    | V                       | V                                                |                                                                 |
| Display                                                    |        |          |                            |                   |          |          |          |          |          |           |        |        |        |                   |                        |         |                  |         |                                      |                         |                                                  |                                                                 |
| True Tone                                                  |        | V        | V                          | V                 |          |          |          |          | V        | V         | V      | V      | V      | V                 | V- (solo modello 9,7") | V       | V                | V       | V                                    | V                       | V                                                |                                                                 |
| Rivestimento antiriflesso e display a laminazione completa | V      | V        | V                          | V                 |          |          |          |          |          |           | V      | V      | V      | V                 | V                      | V       | V                | V       | V                                    | V                       | V+ (rivestimento nanotexture per versioni 1/2TB) |                                                                 |
| Gamma cromatica P3                                         |        | V        | V                          | V                 |          |          |          |          |          |           | V      | V      | V      | V                 |                        | V       | V                | V       | V                                    | V                       | V                                                |                                                                 |
| ProMotion                                                  |        |          |                            |                   |          |          |          |          |          |           |        |        |        |                   |                        | V       | V                | V       | V                                    | V                       | V                                                | Display a frequenza variabile                                   |
| Display mini-LED                                           |        |          |                            |                   |          |          |          |          |          |           |        |        |        |                   |                        |         |                  |         | V- (solo modelli 12,9")              | V- (solo modelli 12,9") | V+ (schermi OLED)                                |                                                                 |
| Display HDR (Liquid Retina XDR)                            |        |          |                            |                   |          |          |          |          |          |           |        |        |        |                   |                        |         |                  |         | V                                    | V                       | V                                                |                                                                 |
| Display OLED (Ultra Retina XDR)                            |        |          |                            |                   |          |          |          |          |          |           |        |        |        |                   |                        |         |                  |         |                                      |                         | V                                                |                                                                 |
| Scrittura                                                  |        |          |                            |                   |          |          |          |          |          |           |        |        |        |                   |                        |         |                  |         |                                      |                         |                                                  |                                                                 |
| Digitalizzatore                                            |        | V        | V+ (Apple Pencil 2nd gen.) | V+ (+ Pencil Pro) |          | V        | V        | V        | V        | V         | V      | V+     | V+     | V+ (+ Pencil Pro) | V                      | V       | V+               | V+      | V+                                   | V+                      | V+ (+Pencil Pro)                                 | Permette di usare le Apple Pencil                               |
| Smart Connector                                            |        |          |                            |                   |          |          | V        | V        | V        | V         | V      | V      | V      | V                 | V                      | V       | V                | V       | V                                    | V                       | V                                                | Per poter collegare le Smart Keyboard e Magic Keyboard di Apple |
| Fotocamera e videocamera                                   |        |          |                            |                   |          |          |          |          |          |           |        |        |        |                   |                        |         |                  |         |                                      |                         |                                                  |                                                                 |
| Video 4K                                                   |        |          | V                          | V                 |          |          |          |          |          | V         |        | V      | V      | V                 | V- (solo modello 9,7") | V       | V                | V       | V                                    | V                       | V                                                |                                                                 |
| Fotocamera frontale TrueDepth                              |        |          |                            |                   |          |          |          |          |          |           |        |        |        |                   |                        |         | V                | V       | V                                    | V                       | V                                                | Rilevamento volti, Animoji e Memoji                             |
| Sistema fotocamera Pro                                     |        |          |                            |                   |          |          |          |          |          |           |        |        |        |                   |                        |         |                  | V       | V                                    | V                       | V- (rimossa la ultrawide camera)                 | Doppia fotocamera, con flash                                    |
| Sensore LiDAR                                              |        |          |                            |                   |          |          |          |          |          |           |        |        |        |                   |                        |         |                  | V       | V                                    | V                       | V                                                |                                                                 |
| Video ProRes                                               |        |          |                            |                   |          |          |          |          |          |           |        |        |        |                   |                        |         |                  |         |                                      | V                       | V                                                |                                                                 |
| Audio                                                      |        |          |                            |                   |          |          |          |          |          |           |        |        |        |                   |                        |         |                  |         |                                      |                         |                                                  |                                                                 |
| Altoparlanti omnidirezionali e set di microfoni            |        |          |                            |                   |          |          |          |          |          |           |        |        |        |                   | V                      | V       | V+ (5 microfoni) | V+      | V+                                   | V+                      | V+                                               |                                                                 |
| Registrazione audio stereo                                 |        |          |                            |                   |          |          |          |          |          |           |        |        |        |                   |                        |         | V                | V       | V                                    | V                       | V                                                |                                                                 |
| Hardware                                                   |        |          |                            |                   |          |          |          |          |          |           |        |        |        |                   |                        |         |                  |         |                                      |                         |                                                  |                                                                 |
| Chip Mx                                                    |        |          |                            |                   |          |          |          |          |          |           |        |        | V (M1) | V (M2)            |                        |         |                  |         | V (M1)                               | V (M2)                  | V (M4)                                           | Include diversi chip unificati, tra cui il Media Engine         |
| Connettività                                               |        |          |                            |                   |          |          |          |          |          |           |        |        |        |                   |                        |         |                  |         |                                      |                         |                                                  |                                                                 |
| USB-C                                                      |        |          | V                          | V                 |          |          |          |          |          | V         |        | V      | V      | V                 |                        |         | V                | V       | V+ (compatibile Thunderbolt e USB 4) | V+                      | V+                                               |                                                                 |
| Wi-Fi 6                                                    |        |          | V                          | V+ (Wi-Fi 6E)     |          |          |          |          |          |           |        | V      | V      | V+ (Wi-Fi 6E)     |                        |         |                  | V       | V                                    | V                       | V+ (Wi-Fi 6E)                                    |                                                                 |
| 5G                                                         |        |          | V                          | V                 |          |          |          |          |          | V         |        |        | V      | V                 |                        |         |                  |         | V                                    | V                       | V                                                |                                                                 |
| Altro                                                      |        |          |                            |                   |          |          |          |          |          |           |        |        |        |                   |                        |         |                  |         |                                      |                         |                                                  |                                                                 |
| Funzione "Ehi Siri"                                        |        | V        | V                          | V                 |          | V        | V        | V        | V        | V         | V      | V      | V      | V                 |                        | V       | V                | V       | V                                    | V                       | V                                                | Attivazione del dispositivo con comando vocale                  |
| Supporto Apple Intelligence                                |        |          |                            | V                 |          |          |          |          |          |           |        |        | V      | V                 |                        |         |                  |         | V                                    | V                       | V                                                |                                                                 |

### Legenda
| Colori                                                             |
| ------------------------------------------------------------------ |
| V+ (caratteristica migliorata)                                     |
| V                                                                  |
| V- (caratteristica presente parzialmente o solo in alcuni modelli) |

## Modelli

### iPad (2010-)
| Modello | Anno | Connettività    | Tipo di display             | Risoluzione                | Chipset                 | Memoria         | RAM    | Fotocamera                                                                 | Fotocamera                                                                                        | Batteria  | Sensori                                                              | Connettore | Sistema operativo | Sistema operativo |
| Modello | Anno | Connettività    | Tipo di display             | Risoluzione                | Chipset                 | Memoria         | RAM    | Principale                                                                 | Frontale                                                                                          | Batteria  | Sensori                                                              | Connettore | Iniziale          | Attuale           |
| ------- | ---- | --------------- | --------------------------- | -------------------------- | ----------------------- | --------------- | ------ | -------------------------------------------------------------------------- | ------------------------------------------------------------------------------------------------- | --------- | -------------------------------------------------------------------- | ---------- | ----------------- | ----------------- |
| iPad    | 2010 | Wi-Fi, 3G       | 9,7" IPS LCD                | XGA 768 × 1024 pixel       | Apple A4 a 45nm         | 16/32/64 GB     | 256 MB |                                                                            |                                                                                                   | 6600 mAh  | - Accelerometro - Bussola                                            | 30 pin     | iPhone OS 3.2     | iOS 5.1.1         |
| iPad 2  | 2011 | Wi-Fi, 3G, CDMA | 9,7" IPS LCD                | XGA 768 × 1024 pixel       | Apple A5 a 45nm         | 16/32/64 GB     | 512 MB | - 0,7 MP - HD 720p@30fps                                                   | VGA 640x480                                                                                       | 6930 mAh  | - Accelerometro - Giroscopio - Bussola                               | 30 pin     | iOS 4.3           | iOS 9.3.6         |
| iPad 3  | 2012 | Wi-Fi, 4G       | 9,7" IPS LCD                | QXGA 1536 × 2048 pixel     | Apple A5X a 45nm        | 16/32/64 GB     | 1 GB   | - 5 MP con autofocus - Full HD 1080p@30fps                                 | - VGA 640x480 - VGA@30fps                                                                         | 11560 mAh | - Accelerometro - Giroscopio - Bussola                               | 30 pin     | iOS 5.1           | iOS 9.3.6         |
| iPad 4  | 2012 | Wi-Fi, 4G       | 9,7" Retina IPS LCD         | QXGA 1536 × 2048 pixel     | Apple A6X a 32 nm       | 16/32/64/128 GB | 1 GB   | - 5 MP con autofocus - Full HD 1080p@30fps                                 | - 1,2 MP - HD 720p@30fps                                                                          | 11560 mAh | - Accelerometro - Giroscopio - Bussola - Siri                        | Lightning  | iOS 6             | iOS 10.3.4        |
| iPad 5  | 2017 | Wi-Fi, 4G       | 9,7" Retina IPS LCD         | QXGA 1536 × 2048 pixel     | Apple A9 a 14nm         | 32/128 GB       | 2 GB   | - 8 MP con autofocus, live photos e HDR - Full HD 1080p@30fps              | - 1,2 MP con live photos e HDR - HD a 720p@30fps                                                  | 8827 mAh  | - Touch ID - Accelerometro - Giroscopio - Bussola - Barometro - Siri | Lightning  | iOS 10.3          | iPadOS 16.7.7     |
| iPad 6  | 2018 | Wi-Fi, 4G       | 9,7" Retina IPS LCD         | QXGA 1536 × 2048 pixel     | Apple A10 Fusion a 16nm | 32/128 GB       | 2 GB   | - 8 MP con autofocus, live photos e HDR - Full HD 1080p@30fps              | - 1,2 MP con live photos e HDR - HD a 720p@30fps                                                  | 8827 mAh  | - Touch ID - Accelerometro - Giroscopio - Bussola - Barometro - Siri | Lightning  | iOS 11.3          | iPadOS 17.6.1     |
| iPad 7  | 2019 | Wi-Fi, 4G       | 10,2" Retina IPS LCD        | Full HD+ 2160 × 1620 pixel | Apple A10 Fusion a 16nm | 32/128 GB       | 3 GB   | - 8 MP con autofocus, live photos e HDR - Full HD 1080p@30fps              | - 1,2 MP con live photos e HDR - HD a 720p@30fps                                                  | 8827 mAh  | - Touch ID - Accelerometro - Giroscopio - Bussola - Barometro - Siri | Lightning  | iPadOS 13.1       |                   |
| iPad 8  | 2020 | Wi-Fi, 4G       | 10,2" Retina IPS LCD        | Full HD+ 2160 × 1620 pixel | Apple A12 Bionic a 7nm  | 32/128 GB       | 3 GB   | - 8 MP con autofocus, live photos e HDR - Full HD 1080p@30fps              | - 1,2 MP con live photos e HDR - HD a 720p@30fps                                                  | 8827 mAh  | - Touch ID - Accelerometro - Giroscopio - Bussola - Barometro - Siri | Lightning  | iPadOS 14         |                   |
| iPad 9  | 2021 | Wi-Fi, 4G       | 10,2" Retina IPS LCD        | Full HD+ 2160 × 1620 pixel | Apple A13 Bionic a 7nm+ | 64/256 GB       | 3 GB   | - 8 MP con autofocus, live photos e HDR - Full HD 1080p@30fps con gyro-EIS | - 12 MP ultragrandangolare con Center Stage, live photos e HDR - Full HD 1080p@60fps con gyro-EIS | 7538 mAh  | - Touch ID - Accelerometro - Giroscopio - Bussola - Barometro - Siri | Lightning  | iPadOS 15         |                   |
| iPad 10 | 2022 | Wi-Fi, 5G       | 10,9" Liquid Retina IPS LCD | 2360 x 1640 pixel          | Apple A14 Bionic a 5nm  | 64/256 GB       | 4 GB   | - 12 MP con autofocus, live photos e HDR 3 - 4K@60fps con gyro-EIS         | - 12 MP ultragrandangolare con Center Stage, live photos e HDR - Full HD 1080p@60fps con gyro-EIS | 7606 mAh  | - Touch ID - Accelerometro - Giroscopio - Bussola - Barometro - Siri | USB-C      | iPadOS 16         |                   |
| iPad 11 | 2025 | Wi-Fi, 5G       | 11" Liquid Retina IPS LCD   | 2388 x 1668 pixel          | Apple A16 Bionic a 4nm  | 128/256/512 GB  | 6 GB   | - 12 MP con autofocus, live photos e HDR 3 - 4K@60fps con gyro-EIS         | - 12 MP ultragrandangolare con Center Stage, live photos e HDR - Full HD 1080p@60fps con gyro-EIS |           | - Touch ID - Accelerometro - Giroscopio - Bussola - Barometro - Siri | USB-C      | iPadOS 18.3.1     |                   |

#### iPad (prima generazione)
Il 27 gennaio 2010 è stata presentata, da Steve Jobs, la prima generazione di iPad. Il primo modello non ha nessuna fotocamera, né posteriore, né anteriore; ha uno schermo multi-touch da 9,7 pollici. L'ultimo aggiornamento del software è stato ad IOS 5.1.1. È disponibile in due versioni Wi-Fi e 3G e in tre capienze di memoria (16, 32 e 64 GB).

#### iPad (seconda generazione)
Il 2 marzo 2011 è stata presentata al Moscone Center la seconda generazione di iPad. L'iPad 2 è dotato di due fotocamere, una frontale e l'altra posteriore (in grado di registrare video a 720p). È disponibile in due colorazioni: bianco e nero. Come la prima generazione di iPad, anche la seconda è caratterizzata da due modelli (uno con il solo modulo Wi-Fi ed uno con il modulo 3G in aggiunta) e da tre capienze (16, 32 o 64 GB). Apple ha rilasciato il 30 settembre 2015, per i vecchi iPad e iPhone (compreso iPad 2) IOS 9.0.2, il suo ultimo aggiornamento. L'iPad 2 è disponibile in Europa dal 25 marzo 2011.

#### iPad (terza generazione)
Il 7 marzo 2012 è stata presentata a San Francisco la terza generazione di iPad.
Il nuovo iPad presenta:
- Stesse dimensioni dell'iPad 2, tranne per un leggero aumento della profondità e un processore A5X dual core con GPU quad-core;
- Display Retina 2048x1536 a 264 ppi;
- Fotocamera iSight da 5 megapixel con autofocus con funzione “Tocca & metti a fuoco”, rilevamento dei volti nelle foto, registrazione video HD (1080p) fino a 30 fps con audio e stabilizzazione video;
- Videocamera FaceTime per foto e video di qualità VGA fino a 30 fps;
- Geotagging di foto e video;
- Connettore dock 30 pin.

Modello Wi-Fi
- Wi-Fi (802.11a/b/g/n)
- Tecnologia Bluetooth 4.0

Modello Wi-Fi + Cellular
- Pre4G LTE (700, 2100 MHz), 2 UMTS/ HSPA/HSPA+/DC-HSDPA (850, 900, 1900, 2100 MHz) e GSM/EDGE (850, 900, 1800, 1900 MHz)
- Solo dati 3

#### iPad (quarta generazione)
Il 23 ottobre 2012 è stata presentata a San José la quarta generazione di iPad.
Il nuovo iPad presenta:
- Processore Apple A6X dual-core con GPU quad-core;
- Display retina di ultima generazione 2048x1536 a 264 ppi;
- Videocamera FaceTime HD con registrazione video HD (720p);
- LTE compatibile anche con le reti europee (per i modelli Wi-Fi + Cellular);
- Connettore Lightning;
- Disponibile con questa generazione la versione con 128GB di memoria flash.

#### iPad (quinta generazione)
L'iPad di quinta generazione è un tablet prodotto dalla Apple Inc. È stato presentato il 21 marzo 2017 sul sito ufficiale.

#### iPad (sesta generazione)
L'iPad di sesta generazione è un tablet prodotto dalla Apple Inc. È stato presentato e reso disponibile in commercio il 27 marzo 2018. Tra i colori abbiamo: argento, grigio siderale e la nuova finitura in oro.
Le differenze principali rispetto al modello precedente (quinta generazione):
- Vi è la possibilità di integrare al dispositivo la Apple Pencil;
- Il costo, rispetto al precedente, diminuisce da 409€ a 359€.

### iPad Air (2013-)
| Modello           | Anno | Connettività | Tipo di display             | Risoluzione            | Chipset                | Memoria interna       | RAM  | Fotocamera Principale                                                 | Fotocamera Frontale                                         | Batteria | Sensori                                                              | Connettore | Sistema operativo | Sistema operativo |
| Modello           | Anno | Connettività | Tipo di display             | Risoluzione            | Chipset                | Memoria interna       | RAM  | Fotocamera Principale                                                 | Fotocamera Frontale                                         | Batteria | Sensori                                                              | Connettore | Iniziale          | Attuale           |
| ----------------- | ---- | ------------ | --------------------------- | ---------------------- | ---------------------- | --------------------- | ---- | --------------------------------------------------------------------- | ----------------------------------------------------------- | -------- | -------------------------------------------------------------------- | ---------- | ----------------- | ----------------- |
| iPad Air          | 2013 | Wi-Fi, 4G    | 9.7" Retina IPS LCD         | QXGA 1536 × 2048 pixel | Apple A7 a 28nm        | 16/32/128 GB          | 1 GB | - 5 MP con autofocus e HDR - Full HD 1080p@30fps                      | - 1,2 MP - HD 720p@30fps                                    | 8600 mAh | - Accelerometro - Giroscopio - Bussola - Siri                        | Lightning  | iOS 7.0.1         | iOS 12.5.7        |
| iPad Air 2        | 2014 | Wi-Fi, 4G    | 9.7" Retina IPS LCD         | QXGA 1536 × 2048 pixel | Apple A8X a 20nm       | 16/32/64/128 GB       | 2 GB | - 8 MP con autofocus e HDR - Full HD a 1080p@30fps                    | - 1,2 MP - HD 720p@30fps                                    | 7430 mAh | - Touch ID - Accelerometro - Giroscopio - Bussola - Barometro - Siri | Lightning  | iOS 8.1           | iPadOS 15.8.3     |
| iPad Air (2019)   | 2019 | Wi-Fi, 4G    | 10.5" Retina IPS LCD        | 1668 × 2224 pixel      | Apple A12 Bionic a 7nm | 64/256 GB             | 3 GB | - 8 MP con autofocus, live photos, HDR - Full HD 1080p@30fps          | - 7 MP con live photos e HDR - Full HD 1808p@30fps          | 8134 mAh | - Touch ID - Accelerometro - Giroscopio - Bussola - Barometro - Siri | Lightning  | iOS 12.2          |                   |
| iPad Air 4        | 2020 | Wi-Fi, 4G    | 10.9" Liquid Retina IPS LCD | 1640 × 2360 pixel      | Apple A14 Bionic a 5nm | 64/256 GB             | 4 GB | - 12 MP con autofocus, live photos e Smart HDR - 4K@60fps             | - 7 MP con live photos e Smarth HDR - Full HD a 1080p@60fps | 7606 mAh | - Touch ID - Accelerometro - Giroscopio - Bussola - Barometro - Siri | USB-C      | IPadOS 14         |                   |
| iPad Air 5        | 2022 | Wi-Fi, 5G    | 10.9" Liquid Retina IPS LCD | 1640 × 2360 pixel      | Apple M1 a 5nm         | 64/256 GB             | 8 GB | - 12 MP con autofocus, live photos e Smart HDR - 4K@60fps             | - 12 MP con live photos e Smart HDR - Full HD a 1080p@60fps | 7606 mAh | - Touch ID - Accelerometro - Giroscopio - Bussola - Barometro - Siri | USB-C      | iPadOS 15.4       |                   |
| iPad Air 11"      | 2024 | Wi-Fi, 5G    | 11" Liquid Retina IPS LCD   | 1640 × 2360 pixel      | Apple M2 a 5nm         | 128/256/512 GB / 1 TB | 8 GB | - 12 MP con autofocus, live photos e Smart HDR - 4K@60fps             | - 12 MP con live photos e Smart HDR - Full HD a 1080p@60fps |          | - Touch ID - Accelerometro - Giroscopio - Bussola - Barometro - Siri | USB-C      | iPadOS 17.4       |                   |
| iPad Air 13"      | 2024 | Wi-Fi, 5G    | 13" Liquid Retina IPS LCD   | 2048 × 2732 pixel      | Apple M2 a 5nm         | 128/256/512 GB / 1 TB | 8 GB | - 12 MP con autofocus, live photos e Smart HDR - 4K@60fps             | - 12 MP con live photos e Smart HDR - Full HD a 1080p@60fps |          | - Touch ID - Accelerometro - Giroscopio - Bussola - Barometro - Siri | USB-C      | iPadOS 17.4       |                   |
| iPad Air 11" (M3) | 2025 | Wi-Fi, 5G    | 11" Liquid Retina IPS LCD   | 1640 × 2360 pixel      | Apple M3 a 4nm         | 128/256/512 GB / 1 TB | 8 GB | - 12 MP con live photos e Smart HDR e autofocus dual pixel - 4K@60fps | - 12 MP con live photos e Smart HDR - Full HD a 1080p@60fps | 7606 mAh | - Touch ID - Accelerometro - Giroscopio - Bussola - Barometro - Siri | USB-C      | iPadOS 18.3.1     |                   |
| iPad Air 13" (M3) | 2025 | Wi-Fi, 5G    | 13" Liquid Retina IPS LCD   | 2048 × 2732 pixel      | Apple M3 a 4nm         | 128/256/512 GB / 1 TB | 8 GB | - 12 MP con live photos e Smart HDR e autofocus dual pixel - 4K@60fps | - 12 MP con live photos e Smart HDR - Full HD a 1080p@60fps | 9705 mAh | - Touch ID - Accelerometro - Giroscopio - Bussola - Barometro - Siri | USB-C      | iPadOS 18.3.1     |                   |

#### iPad Air
Il 22 ottobre 2013 a San Francisco è stato presentato il nuovo iPad Air.
Il nuovo iPad presenta:
- Processore Apple A7 con architettura a 64 bit e co-processore di movimento M7;
- Display retina di ultima generazione 2048x1536 a 264 ppi con tecnologia IPS:
- Wi‑Fi 802.11a/b/g/n, doppio canale (2,4 GHz e 5 GHz) e tecnologia MIMO, LTE, CDMA, UMTS, GSM, HSPA e Bluetooth 4.0;
- Cornice dello schermo più piccola;
- Più leggero del precedente modello: 469 g per il modello Wi-Fi e 478 g per il modello Wi-Fi + Cellular;
- Disponibile in colore grigio siderale con cornice nera e colore argento con cornice bianca.

#### iPad Air 2
Presentato nel mese di ottobre 2014, le differenze rispetto al suo predecessore sono:
- Processore Apple A8X Trial-core e co-processore di movimento M8, affiancato a 2GB di memoria RAM;
- Nuovo tipo di vetro del display, stessa risoluzione, ma ora il display, il touch e l'LCD sono fusi tra di loro per garantire una miglior qualità;
- Fotocamera posteriore ora da 8 MPX e fotocamera anteriore da 2.1 MPX;
- Più sottile e più leggero.

#### iPad Air (sesta generazione)
Presentata nel mese di maggio 2024, la sesta generazione di iPad Air si sdoppia per la prima volta: similmente al modello Pro, vi sono due differenti dimensioni dello schermo, 11" e 13" e il dispositivo è alimentato dal chip Apple M2.

### iPad mini (2012-)
| Modello     | Anno | Connettività | Tipo di display            | Risoluzione          | Chipset                | Memoria interna | RAM    | Fotocamera                                                        | Fotocamera                                                                            | Batteria | Sensori                                                              | Connettore | Sistema operativo | Sistema operativo |
| Modello     | Anno | Connettività | Tipo di display            | Risoluzione          | Chipset                | Memoria interna | RAM    | Principale                                                        | Frontale                                                                              | Batteria | Sensori                                                              | Connettore | Iniziale          | Attuale           |
| ----------- | ---- | ------------ | -------------------------- | -------------------- | ---------------------- | --------------- | ------ | ----------------------------------------------------------------- | ------------------------------------------------------------------------------------- | -------- | -------------------------------------------------------------------- | ---------- | ----------------- | ----------------- |
| iPad mini   | 2012 | Wi-Fi, 4G    | 7.9" IPS LCD               | XGA 768 × 1024 pixel | Apple A5 a 45nm        | 16/32/64 GB     | 512 MB | - 5 MP con autofocus - Full HD a 1080p@30fps                      | - 1,2 MP - HD a 720p@30fps                                                            | 4490 mAh | - Accelerometro - Giroscopio - Bussola - Siri                        | Lightning  | iOS 6.0.1         | iOS 9.3.6         |
| iPad mini 2 | 2013 | Wi-Fi, 4G    | 7.9" Retina IPS LCD        | 1536 × 2048 pixel    | Apple A7 a 28nm        | 16/32/64/128 GB | 1 GB   | - 5 MP con autofocus e HDR - Full HD a 1080p@30                   | - 1,2 MP - HD a 720p@30fps                                                            | 6470 mAh | - Accelerometro - Giroscopio - Bussola - Siri                        | Lightning  | iOS 7.0.3         | iOS 12.5.7        |
| iPad mini 3 | 2014 | Wi-Fi, 4G    | 7.9" Retina IPS LCD        | 1536 × 2048 pixel    | Apple A7 a 28nm        | 16/64/128 GB    | 1 GB   | - 5 MP con autofocus e HDR - Full HD a 1080p@30                   | - 1,2 MP - HD a 720p@30fps                                                            | 6470 mAh | - Touch ID - Accelerometro - Giroscopio - Bussola - Siri             | Lightning  | iOS 8.1           | iOS 12.5.7        |
| iPad mini 4 | 2015 | Wi-Fi, 4G    | 7.9" Retina IPS LCD        | 1536 × 2048 pixel    | Apple A8 a 20nm        | 16/32/64/128 GB | 2 GB   | - 8 MP con autofocus e HDR - Full HD a 1080p@30fps                | - 1,2 MP con HDR - HD a 720p@30fps                                                    | 5124 mAh | - Touch ID - Accelerometro - Giroscopio - Bussola - Barometro - Siri | Lightning  | iOS 9             | iPadOS 15.8.3     |
| iPad mini 5 | 2019 | Wi-Fi, 4G    | 7.9" Retina IPS LCD        | 1536 × 2048 pixel    | Apple A12 Bionic a 7nm | 64/256 GB       | 3 GB   | - 8 MP con autofocus e live photos e HDR - Full HD a 1080p@30fps  | - 7 MP con live photos e HDR - Full HD a 1080p@30fps                                  | 5124 mAh | - Touch ID - Accelerometro - Giroscopio - Bussola - Barometro - Siri | Lightning  | iOS 12.2          | iPadOS 18.1       |
| iPad mini 6 | 2021 | Wi-Fi, 5G    | 8.3" Liquid Retina IPS LCD | 1488 × 2266 pixel    | Apple A15 Bionic a 5nm | 64/256 GB       | 4 GB   | - 12 MP con autofocus e live photos e HDR - 4K@60fps con gyro-EIS | - 12 MP ultragrandangolare con live photos e HDR - Full HD a 1080p@60fps con gyro-EIS |          | - Touch ID - Accelerometro - Giroscopio - Bussola - Barometro - Siri | USB-C      | iPadOS 15         | iPadOS 18.1       |
| iPad mini 7 | 2024 | Wi-Fi, 5G    | 8.3" Liquid Retina IPS LCD | 1488 × 2266 pixel    | Apple A17 Pro a 3nm    | 128/256/512 GB  | 8 GB   | - 12 MP con autofocus e live photos e HDR - 4K@60fps con gyro-EIS | - 12 MP ultragrandangolare con live photos e HDR - Full HD a 1080p@60fps con gyro-EIS | 5078 mAh | - Touch ID - Accelerometro - Giroscopio - Bussola - Barometro - Siri | USB-C      | iPadOS 18         | iPadOS 18.1       |

### iPad Pro (2015-)
| Modello                              | Anno | Connettività | Tipo di display                                                                               | Risoluzione       | Chipset                                                           | Memoria interna       | RAM                                            | Fotocamera | Fotocamera                                                                        | Batteria  | Sensori                                                                                     | Connettore | Sistema operativo | Sistema operativo |
| Modello                              | Anno | Connettività | Tipo di display                                                                               | Risoluzione       | Chipset                                                           | Memoria interna       | RAM                                            | Principale | Frontale                                                                          | Batteria  | Sensori                                                                                     | Connettore | Iniziale          | Attuale           |
| ------------------------------------ | ---- | ------------ | --------------------------------------------------------------------------------------------- | ----------------- | ----------------------------------------------------------------- | --------------------- | ---------------------------------------------- | --- | --------------------------------------------------------------------------------- | --------- | ------------------------------------------------------------------------------------------- | ---------- | ----------------- | ----------------- |
| iPad Pro 12,9"                       | 2015 | Wi-Fi, 4G    | 12.9" Retina IPS LCD                                                                          | 2048 × 2732 pixel | Apple A9X a 16nm                                                  | 32/128/256 GB         | 4 GB                                           | - 8 MP con autofocus e HDR - Full HD a 1080p@30fps                                                                                                   | - 1.2 MP con HDR - HD 720p@30fps                                                  | 10307 mAh | - Touch ID - Accelerometro - Giroscopio - Bussola - Barometro - Siri                        | Lightning  | iOS 9.1           | iPadOS 16.7.10    |
| iPad Pro 9,7"                        | 2016 | Wi-Fi, 4G    | 9.7" Retina IPS LCD                                                                           | 1536 × 2048 pixel | Apple A9X a 16nm                                                  | 32/128/256 GB         | 2 GB                                           | - 12 MP con autofocus, live photos e HDR - 4K@30fps                                                                                                  | - 5 MP con live photos e HDR - HD a 720p@60fps                                    | 7306 mAh  | - Touch ID - Accelerometro - Giroscopio - Bussola - Barometro - Siri                        | Lightning  | iOS 9.3           | iPadOS 16.7.10    |
| iPad Pro 12,9" (seconda generazione) | 2017 | Wi-Fi, 4G    | 12.9" Retina IPS LCD P3 @120Hz                                                                | 2732 × 2048 pixel | Apple A10X Fusion a 10nm                                          | 64/256/512 GB         | 4 GB                                           | - 12 MP con OIS e autofocus e live photos e HDR - 4K@30fps                                                                                           | - 7 MP con HDR - Full HD a 1080p@30fps                                            | 10891 mAh | - Touch ID - Accelerometro - Giroscopio - Bussola - Barometro - Siri                        | Lightning  | iOS 10.3.2        |                   |
| iPad Pro 10,5"                       | 2017 | Wi-Fi, 4G    | 10.5" Retina IPS LCD P3 @120Hz                                                                | 1668 × 2224 pixel | Apple A10X Fusion a 10nm                                          | 64/256/512 GB         | 4 GB                                           | - 12 MP con OIS e autofocus e live photos e HDR - 4K@30fps                                                                                           | - 7 MP con HDR - Full HD a 1080p@30fps                                            | 8134 mAh  | - Touch ID - Accelerometro - Giroscopio - Bussola - Barometro - Siri                        | Lightning  | iOS 10.3.2        |                   |
| iPad Pro 12,9" (terza generazione)   | 2018 | Wi-Fi, 4G    | 12.9" Liquid Retina IPS LCD P3 @120Hz                                                         | 2048 × 2732 pixel | Apple A12X Bionic a 7nm                                           | 64/256/512/1TB        | 6 GB                                           | - 12 MP con OIS, autofocus, live photos e Smart HDR - 4K@60fps                                                                                       | - 7 MP con HDR - Full HD a 1080p@30fps                                            | 9720 mAh  | - Face ID - Accelerometro - Giroscopio - Bussola - Sensore di prossimità - Barometro - Siri | USB-C      | iOS 12.1          |                   |
| iPad Pro 11"                         | 2018 | Wi-Fi, 4G    | 11" Liquid Retina IPS LCD P3 @120Hz                                                           | 1668 × 2388 pixel | Apple A12X Bionic a 7nm                                           | 64/256/512/1TB        | 6 GB                                           | - 12 MP con OIS, autofocus, live photos e Smart HDR - 4K@60fps                                                                                       | - 7 MP con HDR - Full HD a 1080p@30fps                                            | 7812 mAh  | - Face ID - Accelerometro - Giroscopio - Bussola - Sensore di prossimità - Barometro - Siri | USB-C      | iOS 12.1          |                   |
| iPad Pro 12,9" (quarta generazione)  | 2020 | Wi-Fi, 4G    | 12.9" Liquid Retina IPS LCD P3 @120Hz                                                         | 2048 × 2732 pixel | Apple A12Z Bionic a 7nm+                                          | 128/256/512 GB 1 TB   | 6 GB                                           | - 12 MP con OIS, autofocus, live photos e Smart HDR - 10 MP ultragrandangolare - 3D LiDAR Scanner - 4K@60fps con EIS                                 | - 7 MP con Smart HDR e live photos - Full HD a 1080p@60fps                        | 9720 mAh  | - Face ID - Accelerometro - Giroscopio - Bussola - Sensore di prossimità - Barometro - Siri | USB-C      | iPadOS 13.4       |                   |
| iPad Pro 11" (seconda generazione)   | 2020 | Wi-Fi, 4G    | 11" Liquid Retina IPS LCD P3 @120Hz                                                           | 1668 × 2388 pixel | Apple A12Z Bionic a 7nm+                                          | 128/256/512 GB 1 TB   | 6 GB                                           | - 12 MP con OIS, autofocus, live photos e Smart HDR - 10 MP ultragrandangolare - 3D LiDAR Scanner - 4K@60fps con EIS                                 | - 7 MP con HDR e live photos - Full HD a 1080p@60fps                              | 7538 mAh  | - Face ID - Accelerometro - Giroscopio - Bussola - Sensore di prossimità - Barometro - Siri | USB-C      | iPadOS 13.4       |                   |
| iPad Pro 12,9" (quinta generazione)  | 2021 | Wi-Fi, 5G    | 12.9" Liquid Retina XDR IPS Mini-LED LCD P3 @120Hz con HDR10 e Dolby Vision                   | 2048 × 2732 pixel | Apple M1 a 5nm                                                    | 128/256/512 GB 1/2 TB | 8/16 GB (esclusivo delle versioni da 1 e 2 TB) | - 12 MP dual-pixel con autofocus, live photos e Smart HDR - 10 MP ultragrandangolare - 3D LiDAR Scanner - 4K@60fps con EIS                           | - 12 MP con Smart HDR, live photos e Center Stage - Full HD a 1080p@60fps con EIS | 10758 mAh | - Face ID - Accelerometro - Giroscopio - Bussola - Sensore di prossimità - Barometro - Siri | USB-C      | iPadOS 14.5       |                   |
| iPad Pro 11" (terza generazione)     | 2021 | Wi-Fi, 5G    | 11" Liquid Retina IPS LCD P3 @120Hz con HDR10 e Dolby Vision                                  | 1668 × 2388 pixel | Apple M1 a 5nm                                                    | 128/256/512 GB 1/2 TB | 8/16 GB (esclusivo delle versioni da 1 e 2 TB) | - 12 MP dual-pixel con autofocus, live photos e Smart HDR - 10 MP ultragrandangolare - 3D LiDAR Scanner - 4K@60fps con EIS                           | - 12 MP con Smart HDR, live photos e Center Stage - Full HD a 1080p@60fps con EIS | 7538 mAh  | - Face ID - Accelerometro - Giroscopio - Bussola - Sensore di prossimità - Barometro - Siri | USB-C      | iPadOS 14.5       |                   |
| iPad Pro 12,9" (sesta generazione)   | 2022 | Wi-Fi, 5G    | 12.9" Liquid Retina XDR IPS Mini-LED LCD P3 @120Hz con HDR10 e Dolby Vision                   | 2732×2048 pixel   | Apple M2 a 5nm                                                    | 128/256/512 GB 1/2 TB | 8/16 GB (esclusivo delle versioni da 1 e 2 TB) | - 12 MP dual-pixel con autofocus, live photos e Smart HDR - 10 MP ultragrandangolare - 3D LiDAR Scanner - 4K@60fps con EIS - 4K@30fps ProRes con EIS | - 12 MP con Smart HDR, live photos e Center Stage - Full HD a 1080p@60fps con EIS | 9720 mAh  | - Face ID - Accelerometro - Giroscopio - Bussola - Sensore di prossimità - Barometro - Siri | USB-C      | iPadOS 16.1       |                   |
| iPad Pro 11" (quarta generazione)    | 2022 | Wi-Fi, 5G    | 11" Liquid Retina IPS LCD P3 @120Hz con HDR10 e Dolby Vision                                  | 2388×1668 pixel   | Apple M2 a 5nm                                                    | 128/256/512 GB 1/2 TB | 8/16 GB (esclusivo delle versioni da 1 e 2 TB) | - 12 MP dual-pixel con autofocus, live photos e Smart HDR - 10 MP ultragrandangolare - 3D LiDAR Scanner - 4K@60fps con EIS - 4K@30fps ProRes con EIS | - 12 MP con Smart HDR, live photos e Center Stage - Full HD a 1080p@60fps con EIS | 7538 mAh  | - Face ID - Accelerometro - Giroscopio - Bussola - Sensore di prossimità - Barometro - Siri | USB-C      | iPadOS 16.1       |                   |
| iPad Pro 11" (quinta generazione)    | 2024 | Wi-Fi, 5G    | 11" Ultra Retina Tandem OLED @120Hz con HDR10 e Dolby Vision (Nano-texture su versioni 1/2TB) | 2420×1668 pixel   | Apple M4 a 3nm 9-core (256/512GB) / Apple M4 a 3n 10-core (1/2TB) | 128/256/512 GB 1/2 TB | 8/16 GB (esclusivo delle versioni da 1 e 2 TB) | - 12 MP dual-pixel con autofocus, live photos e Smart HDR - 3D LiDAR Scanner - 4K@60fps con gyro-EIS - 4K ProRes e Cinematic Mode                    | - 12 MP con Smart HDR, live photos e Center Stage - Full HD a 1080p@60fps con EIS |           | - Face ID - Accelerometro - Giroscopio - Bussola - Sensore di prossimità - Barometro - Siri | USB-C      | iPadOS 17.4.1     |                   |
| iPad Pro 13"                         | 2024 | Wi-Fi, 5G    | 13" Ultra Retina Tandem OLED @120Hz con HDR10 e Dolby Vision (Nano-texture su versioni 1/2TB) | 2064×2752 pixel   | Apple M4 a 3nm 9-core (256/512GB) / Apple M4 a 3n 10-core (1/2TB) | 128/256/512 GB 1/2 TB | 8/16 GB (esclusivo delle versioni da 1 e 2 TB) | - 12 MP dual-pixel con autofocus, live photos e Smart HDR - 3D LiDAR Scanner - 4K@60fps con gyro-EIS - 4K ProRes e Cinematic Mode                    | - 12 MP con Smart HDR, live photos e Center Stage - Full HD a 1080p@60fps con EIS |           | - Face ID - Accelerometro - Giroscopio - Bussola - Sensore di prossimità - Barometro - Siri | USB-C      | iPadOS 17.4.1     |                   |

#### iPad Pro
L'iPad Pro è stato presentato il 9 settembre 2015 (versione da 12,9") e il 21 marzo 2016 (versione da 9,7"). L'uscita del modello da 12,9" è avvenuta a novembre 2015, mentre per il modello da 9,7" è avvenuta il 31 marzo 2016. Il 5 giugno 2017 è stato presentata e rilasciata all'istante la seconda generazione di iPad Pro 12,9" accompagnata dal nuovo iPad Pro 10,5".
Le caratteristiche principali sono della prima generazione di iPad 12,9" e di iPad Pro 9,7":
- Processore A9X con co-processore di movimento M9;
- Fotocamera posteriore iSight da 8 MP (Modello 12,9") e 12 MP (modello 9,7");
- Fotocamera anteriore FaceTime da 1,2 MP (modello 12,9), 5 MP (modello 9,7");
- 4 GB di RAM sul modello da 12,9" e 2 GB di RAM sul modello da 9,7".